# Flucht nach Varennes (Film)
Flucht nach Varennes (Originaltitel: La nuit de Varennes) ist ein französisch-italienischer Film von Ettore Scola aus dem Jahre 1982.
Der Film basiert auf dem 1982 erschienenen Roman La Nuit de Varennes ou l'Impossible n'est pas français von Catherine Rihoit und behandelt eine Episode aus der Zeit der Französischen Revolution: den Fluchtversuch, den der französische König Ludwig XVI. und seine Frau Marie-Antoinette im Sommer 1791 unternahmen und der im lothringischen Varennes kurz vor ihrem Ziel, der französischen Grenzfestung Montmédy, mit ihrer Festnahme endete.

## Handlung
Die Handlung des Films ist wie ein Roadmovie aufgebaut. Im Juni 1791 erhält der Schriftsteller Restif de la Bretonne  in einem Pariser Bordell zufällig Hinweise auf merkwürdige Vorgänge im Tuilerien-Palast. Neugierig geworden, streift er um die königliche Residenz herum und beobachtet, wie eine geheimnisvolle, große Kutsche den Palast mitten in der Nacht verlässt, während eine vornehme Dame, deren Diener ein voluminöses Gepäckstück trägt, in eine andere Richtung davonstrebt.
Anderntags versucht er, seinen Freund Thomas Paine noch vor dessen Abreise nach Lothringen auf dem Posthof zu erreichen. Als er dort die vornehme Dame aus der Nacht als Reisegenossin Paines wiedererkennt, entschließt er sich spontan, der Postkutsche zu Pferd zu folgen. Unterwegs begegnet er dem auf der gleichen Straße reisenden gealterten Giacomo Casanova, der Restif zur Mitfahrt einlädt. Nach einem halsbrecherischen Überholmanöver erleidet die Kutsche der beiden Schriftsteller einen Achsbruch und wird von der Postkutsche erneut eingeholt. Man erkennt Casanova und lädt ihn und Restif zur Mitfahrt ein.
Auf und in der Kutsche hat sich so eine Reisegesellschaft versammelt, deren Mitglieder maßgebliche Teile der damaligen Gesellschaft repräsentieren. Der höfische Adel wird durch Casanova und Comtesse de la Borde vertreten, die Intellektuellen durch Restif und Paine und das aufstrebende Bürgertum durch den Industriellen De Wendel und Madame Gagnon. Dazu kommt ein königlicher Beamter, der mit seiner Geliebten, einer Opernsängerin, unterwegs ist sowie ein revolutionärer Student und ein Dienstmädchen. In verschiedenen Gesprächsrunden – in der Kutsche selbst, in Gasthöfen oder bei Rast unter freiem Himmel – reflektieren die Reisenden die revolutionären Zeitläufte. Ihre Meinungen und Weltanschauungen treffen teils in unversöhnlicher Konfrontation, teils in eleganter, koketter Konversation aufeinander. 
Bei den Pferdewechseln und Rasten erfährt die Reisegesellschaft stets die letzten Neuigkeiten über die politische Entwicklung in Paris und alsbald auch, dass sie auf derselben Straße unterwegs sind wie der auf der Flucht befindliche König, dem sie nolens volens folgen. Als bekannt wird, dass der König in Varennes festgehalten worden ist, folgt die Reisegesellschaft dem Zug der Bevölkerung in die kleine Stadt und wird Zeuge seiner förmlichen Verhaftung durch Abgesandte der Nationalversammlung.
Am Ende öffnet die Comtesse de la Borde das geheimnisvolle Paket, mit dem sie der königlichen Kutsche gefolgt ist. Es enthält die Staatsrobe des Königs, in der er sich den königstreuen Truppen in Montmédy zeigen wollte. Nun bleibt der Comtesse nichts mehr übrig, als sie auf einen leeren Kleiderständer zu drapieren und sich ein letztes Mal davor zu verbeugen.

## Kritik
Das Lexikon des internationalen Films urteilte sehr positiv: „Ein Film über die Revolution, aber nicht verstanden als Streit der Ideologien, sondern ein differenziertes Panorama der Ängste, Hoffnungen, Erinnerungen und Visionen. Regisseur Scola schildert seine Figuren (gespielt von einem hervorragenden Schauspielerensemble) mit liebevoller Genauigkeit, mit viel Witz und Charme und mit einem Schuß tragischer Ironie.“